# Historia Żydów w Radomiu

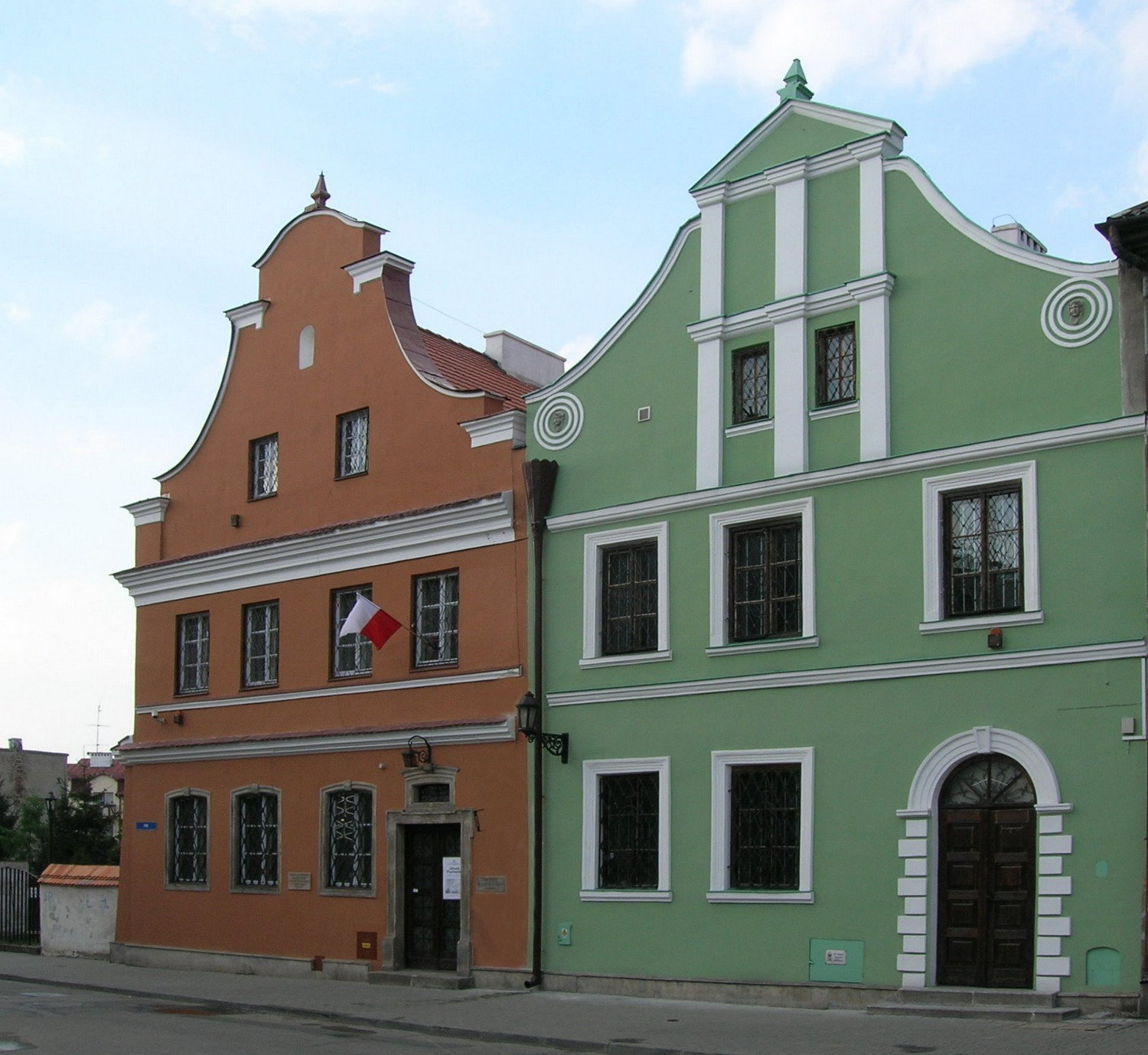
Dom Esterki (z prawej)

Żydzi w Radomiu – grupa narodowo-religijna zamieszkująca Radom od XVI do połowy XX wieku.

## Początki społeczności żydowskiej w Radomiu
Brak jest źródeł wskazujących na konkretną datę przybycia starozakonnych do Radomia. Lokalna tradycja wskazuje na czasy Kazimierza Wielkiego. Istnieje także przekaz mówiący, że słynna królewska nałożnica, żydówka Esterka, zamieszkiwała w Radomiu przy Rynku w kamienicy, którą przyjęło się zwyczajowo nazywać Domem Esterki. W rzeczywistości budynek ten powstał dopiero na przełomie XVI i XVII wieku.
Po raz pierwszy obecność Żydów w Radomiu potwierdza inwentarz miejski z 1567 roku, informując o opustoszałych placach przy ulicy Żydowskiej. Dokument nie podaje żadnych precyzyjniejszych danych na temat społeczności mojżeszowej w mieście. Obecność kahału w Radomiu w tej epoce można jedynie domniemywać. W zachowanej dokumentacji kolejne informacje o Żydach pojawiają się dopiero w roku 1724, kiedy to August II Mocny wydał dla miasta przywilej de non tolerandis Judaeis, zgodnie z którym Żydom zabroniono zarobkowania w obrębie murów miejskich. Przywilej ten był zapewne skutkiem rywalizacji, jaką toczyli radomscy mieszczańscy handlarze z żydowską konkurencją. Handel był intratnym zajęciem, zwłaszcza podczas odbywającego się w mieście Trybunału Skarbowego Koronnego. Kolejne dekrety zakazywały Żydom osiedlania się w Radomiu. Świadczy o tym wyrok sądu asesorskiego z roku 1746, który egzekwując istniejące przepisy, pod groźbą kary więzienia dla uchylających się Żydów, nakazywał im natychmiastowe opuszczenie miasta.
Żydzi mimo to powrócili do miasta za sprawą starosty radomskiego Aleksandra Potkańskiego, który zezwolił im osiedlać się w swojej jurydyce na podwalu i obszarze po zniszczonym zamku królewskim. Zgoda ta doprowadziła do sporu starosty z burmistrzem, który widział w Żydach konkurencję dla Polaków. Co więcej, Żydzi będąc pod jurysdykcją starościńską nie płacili podatków do kasy miasta, które po likwidacji Trybunału Skarbowego znacznie podupadło. W 1789 roku władze miejskie zgodziły się, aby Żydzi pozostali w jurydyce, tak długo, jak będzie zarządzał nią Aleksander Potkański. Liczby starozakonnych w tym okresie nie da się dokładnie określić, szacuje się ją na około 120 osób. Jurydyka starościńska stała się zalążkiem przyszłej dzielnicy żydowskiej w mieście.

## Pod zaborami

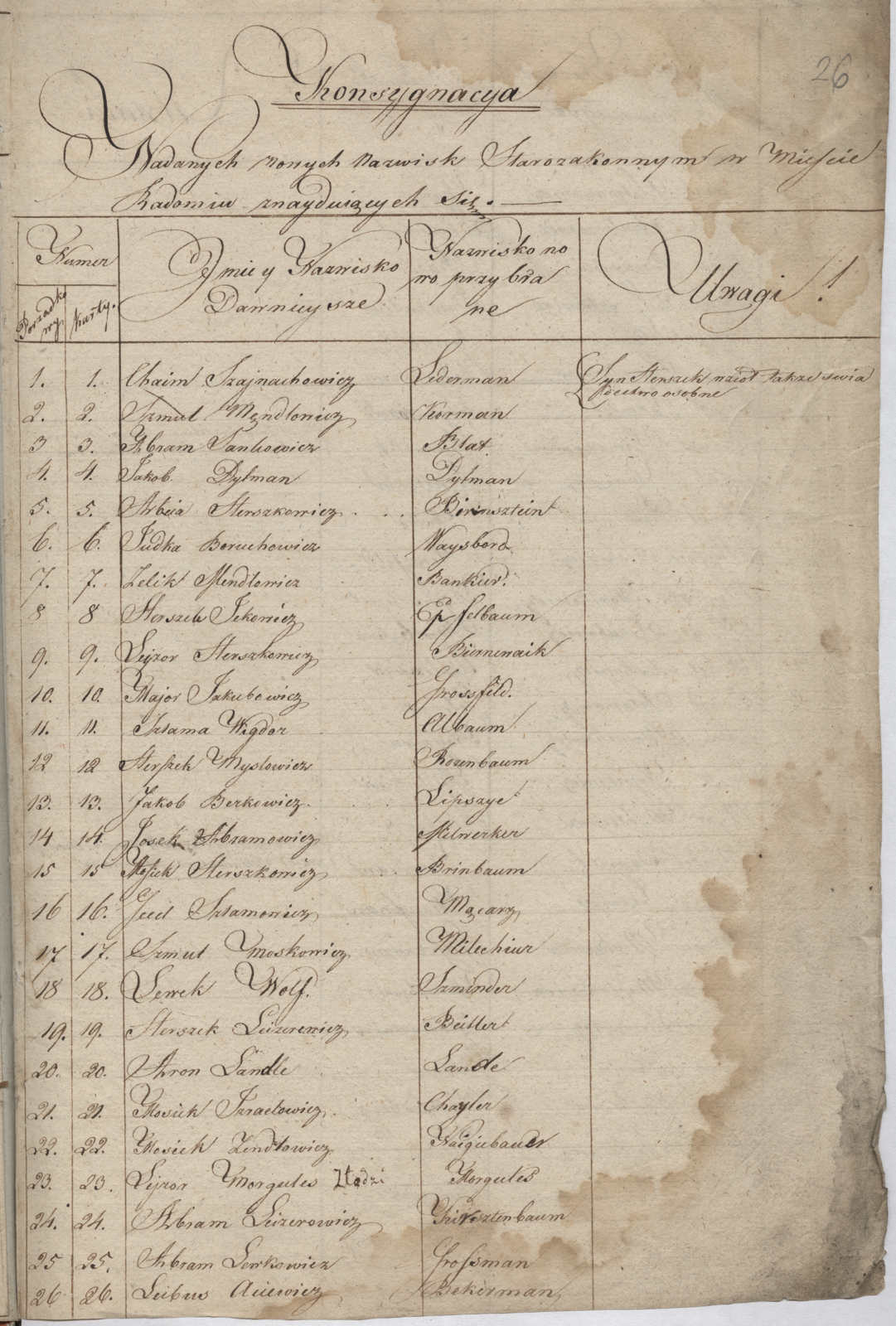
Nadanie nowych nazwisk radomskim Żydom – dokument z 1822 roku

Choć przywilej wydany przez Augusta Mocnego nie został formalnie unieważniony, społeczność żydowska Radomia przy przychylności nowych władz rosła w siłę. W roku 1831 w związku z panującą w mieście epidemią cholery utworzono osobny cmentarz żydowski. W roku 1844 u zbiegu ulic Bóżniczej i Podwalnej powstała murowana synagoga, a wkrótce także szpital starozakonnych, łaźnia i szkoła. Społeczności przewodził m.in. znany wśród Żydów Kongresówki rabin Samuel Mohylewer.
Radom w roku 1820 zamieszkiwało 505 Żydów, pod koniec wieku XIX było ich około 11 tysięcy, a do wybuchu I wojny światowej społeczność podwoiła się, tak, że Żydzi stanowili 40% mieszkańców miasta. Żydzi zajmowali się głównie usługami, handlem i rzemiosłem, współtworzyli fundamenty radomskiego przemysłu. Izrael Szotland prowadził wytwórnię octu i zapałek, Jakub Dytman fabryczki: mydła i świec, Szulim Bloch (ojciec Jana Gottlieba Blocha) zakład wyrobu tałesów.

## Dwudziestolecie międzywojenne

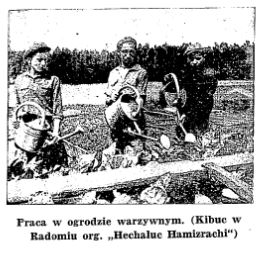
Członkowie działającej w okresie międzywojennym organizacji Hechaluc Hamizrachi w kibucu w Radomiu

W początkach dwudziestolecia międzywojennego Żydzi stanowili około 30% ludności Radomia. Funkcjonowały liczne stowarzyszenia i szkoły. Istniały żydowskie gazety (Radomer Cajtung, Radomer-Kielcer Cajtung, Radomer Leben, Radomer-Kielcer Leben, Radomer Sztyme, Radomer Wochenblat) i partie polityczne. Żydzi mieli znaczny udział w życiu gospodarczym i społecznym miasta.

## Lata II wojny światowej

### Prześladowania fizyczne
Wkraczający do Radomia żołnierze niemieccy obcinali Żydom brody i gwałcili kobiety. W Radomiu po zajęciu miasta przez wojska niemieckie znajdowała się ekspozytura Einsatzkommando 6/II z Radomska, której funkcjonariusze dokonywali rabunków i prześladowali ludność polską i żydowską. We wrześniu 1939 wojskowe władze niemieckie wzięły jako zakładników, co miało zagwarantować spokój w mieście, członków Komitetu Samopomocy Społecznej utworzonego 4 września po opuszczenia miasta przez władze państwowe.
23 września 1939 grupę Żydów uwięziono w synagodze, potem przewieziono do piwnic Fabryki Broni, gdzie długie godziny bito i znęcano się nad nimi.
10 i 11 listopada 1939 Niemcy aresztowali przedstawicieli polskiej i żydowskiej inteligencji, w tym wielu lekarzy, nad którymi znęcali się w areszcie.
Niemcy przejęli radomskie więzienie, a 15 listopada 1939 powstał sąd specjalny w Radomiu, który swą właściwością miejscową obejmował powiaty radomski, iłżecki, konecki i opatowski, a rzeczową m.in. sprawy o ukrywanie poszukiwanych ludzi, słuchanie radia, tajny ubój i nielegalny obrót żywnością. Podlegały im także sprawy o uchylanie się od pracy przymusowej, w tym o pomocnictwo do uchylania się od tej pracy.

### Eksploatacja ekonomiczna

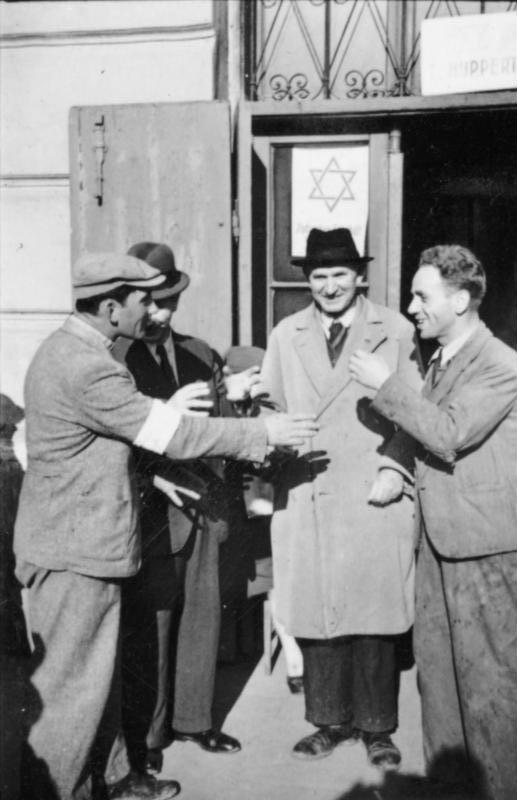
Mężczyźni przed żydowskim sklepem. Widoczne oznaczenia sklepu, które zostały przymusowo wprowadzone przez Niemców.

Niemieckie władze okupacyjne, zgodnie ze swoimi założeniami ideologicznymi, prowadziły na podbitych ziemiach polskich gospodarkę rabunkową. Działanie to miało dwa ściśle powiązane ze sobą cele: po pierwsze zdobycie i wykorzystanie na potrzeby Państwa Niemieckiego jak największej ilości zasobów (pieniądze, kosztowności, materiały i surowce, maszyny i praca), a po drugie, poprzez wyniszczającą pracę i planowe zubożenie ludności ze wszystkimi tego negatywnymi konsekwencjami, eksterminację narodów skazanych na zagładę (tj. m.in. Żydów i Polaków).
W odniesieniu do ludności żydowskiej, oprócz prac przymusowych, kluczową rolę w eksploatacji ekonomicznej pełniły rabunki i wyłączenie z życia gospodarczego.
Rabunki sklepów i mieszkań żydowskich rozpoczęły się wraz z wkroczeniem do miasta wojsk niemieckich, a proceder ten był ułatwiony przez wprowadzony 9 września obowiązek specjalnego oznaczania sklepów i warsztatów rzemieślniczych, należących do Żydów. Jesienią 1939 nałożono na żydowskich mieszkańców Radomia kontrybucję w wysokości 300 tys. zł oraz 10 tys. marek. W grudniu 1939 na Żydów dystryktu radomskiego nałożono kontrybucję w wysokości 2 mln zł. Na przełomie jesieni i zimy 1939 nastąpiły przesiedlenia ludności polskiej i żydowskiej z najlepszych domów w mieście, które zostały następnie zajęte przez niemieckich urzędników
6 października przeprowadzono naradę niemieckiej administracji, na której postanowiono rygorystycznie egzekwować od Żydów przedwojenne długi wobec banków, samorządu i skarbu państwa. Działanie to miało na celu przyspieszenie eliminacji Żydów z gospodarki. W tym samym m.in. celu Niemcy wprowadzili monopole na handel wieloma artykułami. Na przełomie stycznia i lutego 1940 Niemcy przeprowadzili spis majątków żydowskich. Niepodanie posiadanego majątku groziło jego konfiskatą jako bezpańskiego. Zasadą było, iż żydowskie majątki, zakłady przemysłowe i rzemieślnicze, sklepy, domy i inne nieruchomości rekwirowano lub poddawano w niemiecki zarząd komisaryczny, który był sprawowany przez volksdeutschów lub Polaków. Niemcy przejęli banki żydowskie lub z udziałami posiadanymi przez Żydów, a w 1941 zlikwidowano żydowskie drukarnie w Radomiu, wywożąc maszyny do Niemiec lub sprzedając gorsze polskim drukarzom. Żydowskie i polskie firmy zostały zobowiązane do prenumerowania niemieckich dzienników urzędowych (ogólnogubernianego i dystryktowego), co stanowiło dodatkowe, oprócz zwyczajnych opłat i podatków, obciążenie.

### Praca przymusowa

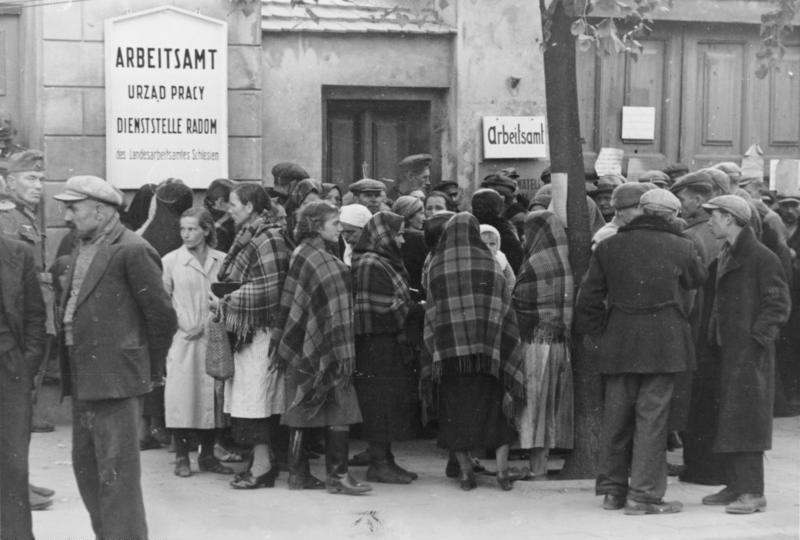
Grupa mieszkańców miasta pod urzędem pracy – Arbeitsamtem

Od samego początku okupacji Niemcy zaczęli wykorzystywać Polaków i Żydów do prac przymusowych, co miało z ich punktu widzenia uzasadnienie zarówno gospodarcze, jak i ideologiczne, ponieważ służyło wyzyskaniu siły roboczej i jej eksterminacji przez pracę.
Po zajęciu miasta przez Niemców zmuszali oni Żydów do nieodpłatnej pracy przy porządkowaniu miasta i usuwaniu niewybuchów, nie wyposażając ich w niezbędne narzędzia czy zabezpieczenia. Niekiedy prace nakazywane Żydom były pozbawione sensu, przekraczały ich fizyczne możliwości i służyły jedynie szykanowaniu.
Wczesną jesienią 1939, zanim jeszcze utworzono cywilną administrację niemiecką w Radomiu, powstał urząd pracy (Arbeitsamt), któremu aż do rozpoczęcia operacji Reinhard podlegał utworzony później Judenrat. 26 października 1939 wprowadzono przymus pracy dla Polaków i Żydów, który obejmował osoby liczące od 14 do 60 lat. Żydowscy robotnicy początkowo pochodzili z łapanek, a później wyznaczał ich Judenrat.
Zimą na przełomie 1939 i 1940 Niemcy wykorzystywali Żydów do odśnieżania dróg z Radomia do Białobrzegów, Skarżyska i Kielc. Żydów wykorzystywano do budowy i poszerzania dróg z Piotrkowa Trybunalskiego do Kielc przez Radom, a także rozbudowy linii kolejowych i lotnisk w okolicach Radomia. Od wiosny 1940, kiedy to założono w Radomiu inspekcję gospodarki wodnej, wykorzystywano Żydów do prac melioracyjnych w okolicach miasta. Radomscy Żydzi pracowali również na rzecz wojska niemieckiego, w przemyśle metalowym i garbarskim.
Od 20 czerwca 1940 wydłużono dopuszczalny czas pracy do 10 godzin dziennie, a w tzw. pogotowiu pracy nawet powyżej tego limitu. Żydzi pracowali przez siedem dni w tygodniu, a więc także w niedziele i święta.
Judenrat w Radomiu dostarczał codziennie około 1–2 tys. robotników. Pracowali oni często bez niezbędnych narzędzi i ubioru ochronnego. Praca nie była opłacana, a robotnicy otrzymywali głodowe racje żywnościowe. Judenrat za opłatą zwalniał z wyznaczenia do pracy, kierując w to miejsce biednych lub przesiedleńców z innych części kraju, których nie stać było na opłacenie się i uniknięcie wyniszczającej pracy.
W 1940 z Radomia wywożono Żydów do obozów pracy przymusowej na Lubelszczyźnie, gdzie pracowali przy budowie dróg. Z Radomia wywieziono do tych prac około 800 osób.
W lipcu 1940 radomski Judenrat kierował do prac przymusowych w każdym tygodniu około 6 tys. ludzi.

### Getto

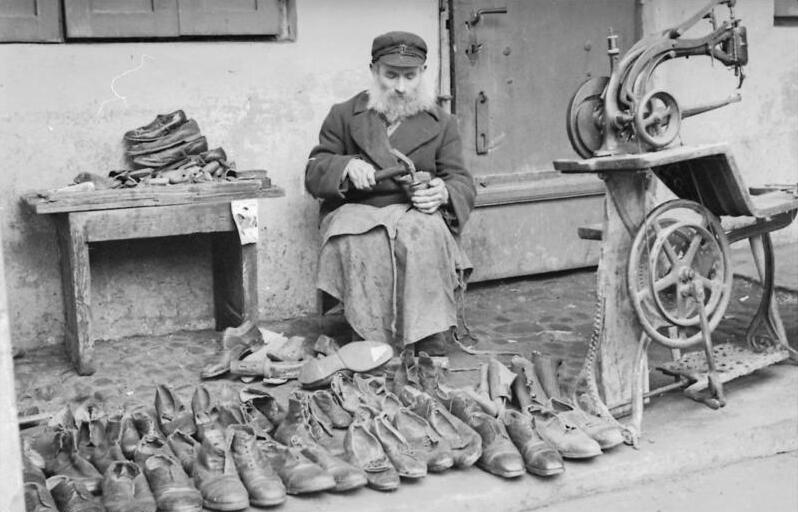
W Radomiu, który był ośrodkiem przemysłu skórzanego i obuwniczego, wielu Żydów uwięzionych w getcie próbowało utrzymać się produkując i naprawiając buty.

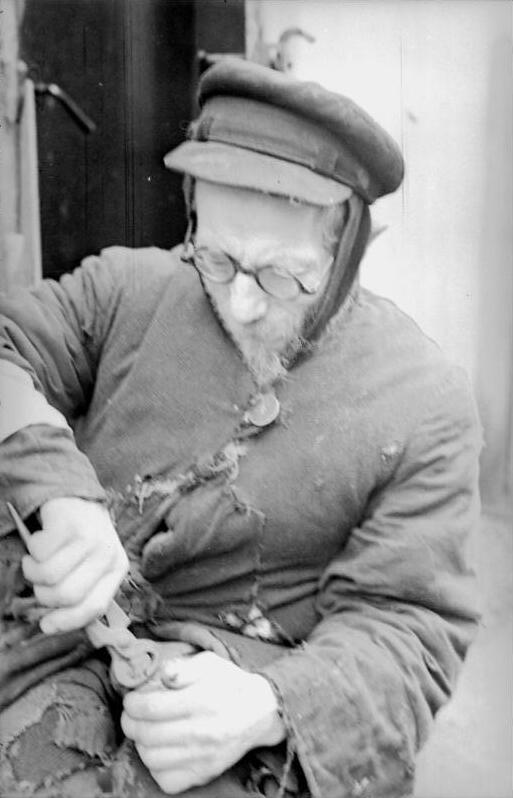
Produkcja i naprawa butów były prowadzone zarówno na potrzeby mieszkańców getta, jak i na rzecz Niemców.

Utworzenie dzielnic zamkniętych w Radomiu pogorszyło i tak już złą sytuację Żydów w mieście. Z jednej strony znacząco pogorszyły się warunki bytowe, a z drugiej nie osłabła niemiecka presja i terror skierowany przeciwko ludności żydowskiej. Dodatkowo powstanie gett spowodowało fizyczne oddzielenie Żydów od ludności polskiej, co znacząco utrudniło możliwości handlu i świadczenia usług, będących źródłem utrzymania dla wielu ludzi. Ponad roczne funkcjonowanie getta miało na celu fizyczne i materialne wyniszczenie Żydów oraz skoncentrowanie ich w jednym miejscu przed planowaną wywózką do obozów zagłady.

### Wysiedlenia radomskich Żydów
Żydzi, którzy przed wybuchem wojny mieszkali w Radomiu, znaleźli się w późniejszym czasie w wielu innych miejscowościach. Podczas kampanii wrześniowej i czasami później wynikało to z ich własnej woli, lecz wraz z upływem czasu i narastającymi represjami niemieckimi zmiana miejsca pobytu wiązała niemal wyłącznie z przymusowymi przesiedleniami i pracą przymusową na rzecz okupanta.
Wiosną 1940 z Radomia wywożono Żydów do obozów pracy przymusowej w Majdanku, Hrubieszowie, Ostrzeszowie, Bełżcu, Ciechanowie, Trawnikach, Narolu i Mirczu, gdzie pracowali przy budowie dróg. Z Radomia wywieziono do tych prac około 800 osób.
W dniach 3–5 grudnia 1940 wysiedlono z Radomia do Chmielnika, Klimontowa, Kurozwęk, Łagowa, Nowego Korczyna, Oleśnicy, Ożarowa, Pacanowa, Połańca, Pierzchnicy, Szydłowa, Solca, Stopnicy i Zawichostu około 2 tys. Żydów. Byli to ludzie przybyli do miasta w 1940, bezrobotni i posądzani o działalność przestępczą. Pod groźbą karą zabroniono im powrotu do miasta. Między 5 a 12 grudnia 1940 wysiedlono z Radomia do Dwikóz i Chmielnika około 200 Żydów. Pewna liczba Żydów z Radomia znajdowała się w Szydłowcu, Chmielniku, Piotrkowie Trybunalskim, Wiślicy, Szydłowie, Ostrowcu Świętokrzyskim. Żydzi z Radomia znajdowali się także w tzw. wtórnym getcie w Sandomierzu. Przebywali także w Opocznie, gdzie 6 spośród nich rozstrzelano.
Poza tym Żydzi z Radomia przebywali w obozach – w Starachowicach (fabryka amunicji – Julag II), Skarżysku-Kamiennej (fabryka amunicji – Hasag) i w Pionkach (obóz – fabryka amunicji). Niektórym spośród przebywających w obozie w Pionkach udało się zbiec i przetrwać do nadejścia Armii Czerwonej. Pewna liczba Żydów z Radomia przebywała w obozie w Bliżynie, gdzie pracowali w warsztatach szewskich, krawieckich, stolarskich i mechanicznych oraz w kamieniołomie w Gostkowie. Około 300 Żydów z Radomia przebywało w obozie pracy przymusowej w Woli Gozdowskiej, funkcjonującym od lata 1941 do jesieni 1942. Pracowali przy pracach melioracyjnych, po zamknięciu obozu uwięzionych Żydów zlikwidowano. Żydzi z Radomia przebywali również w obozie pracy przymusowej w Chruślicach, który istniał od lata 1942 do jesieni 1943. Wykonywali tam prace drogowe i pracowali na rzecz jednostki wojskowej stacjonującej w pobliskich Kacprowicach. Około 150 Żydów z Radomia znajdowało się w Ostrowcu Świętokrzyskim, gdzie pracowali w obozie pracy przymusowej.

### Żydzi z innych miejscowości w Radomiu
W Radomiu przebywali Żydzi z innych miejscowości. W początkowym okresie wojny byli to uchodźcy, lecz później zasadniczo przesiedlani robotnicy przymusowi.
W mieście przebywali uchodźcy z Łodzi, Krakowa i Skrzynna. W Radomiu przebywali też Żydzi z Warszawy, wcześniej więzieni na Majdanku, jak również uchodźcy ze wschodniej części kraju, którzy wcześniej przebywali w Szydłowcu.

## Demografia
Rozwój ludności żydowskiej w Radomiu w XIX i XX wieku przedstawia poniższa tabela:
| Rok  | Liczba ludności żydowskiej | Procentowy udział w ogólnej liczbie mieszkańców |
| ---- | -------------------------- | ----------------------------------------------- |
| 1827 | 1000                       | 23,2                                            |
| 1857 | 1618                       | 20,3                                            |
| 1897 | 11 085                     | 41,2                                            |
| 1921 | 24 465                     | 39,7                                            |
| 1931 | 25 159                     | 32,3                                            |
| 1938 | 24 745                     | 27,5                                            |

Dane dotyczące ruchów ludności żydowskiej na okupowanych przez III Rzeszę terenach są z oczywistych względów niepełne i niedokładne. Z tego powodu poniższe dane, pomimo przytaczania źródeł, pozostają jedynie orientacyjnymi.
Na dzień 1 września 1939 dysponujemy szacunkami, które mówią o od około 30 tys. do około 32 tys. Żydów żyjących w Radomiu.
Liczba żydowskich mieszkańców Radomia w trakcie wojny ulegała zmianom, które nie zawsze były dokładnie odnotowywane. Głównym czynnikiem wpływającym na liczebność populacji było wywożenie i przywożenie do miasta ludności do prac przymusowych. Charakter takich transferów był różny – czasami stały (robotników przenoszono na stałe), a kiedy indziej czasowy (robotnicy wracali do miejsca wcześniejszego zamieszkania po kilku tygodniach lub miesiącach). Innym istotnym czynnikiem obniżającym liczbę Żydów w Radomiu był niemiecki terror. W mniejszym stopniu wpływały na nią ucieczki z getta i miasta. W stosunku do czasów przedwojennych było mało urodzeń, a dzieci, które się rodziły, szybko umierały z powodu chorób i głodu.
Pomiędzy wybuchem wojny a połową 1940 z Radomia do ZSRR dobrowolnie i pod niemieckim przymusem wyjechało około 2 tys. osób w tym wielu Żydów.
Począwszy od lutego 1940 zaczęli powracać do Radomia Żydzi – żołnierze Wojska Polskiego, uczestnicy kampanii wrześniowej, wzięci przez Niemców do niewoli, a teraz zwalniani z obozów jenieckich. Takie zachowanie Niemców ułatwiało późniejsze wymordowanie tych ludzi, którzy nie będąc już jeńcami wojennymi byli słabiej chronieni przez prawo międzynarodowe.
W getcie w listopadzie 1941 zameldowanych było ponad 25 tys. Żydów. W czasie akcji likwidacji getta w sierpniu 1943 ich liczba osiągnęła 33 tys. Po likwidacji getta w mieście pozostało około 6 tys. Żydów.
Do wkroczenia Armii Czerwonej do miasta w styczniu 1945 przetrwało zaledwie 300 Żydów, z czego 180 pochodziło z Radomia. Wiosną 1945 w Radomiu przebywało około 400 Żydów. W czerwcu 1945 w Radomiu było 959, zaś pod koniec tego roku 1950 Żydów. Jesienią 1948 żyło w Radomiu zaledwie 30.